# Bambo-Ouest
Bambo-Ouest es un pueblo francés de la comuna de Bouéni en Mayotte